# Trofimowo (rejon wołogodzki)
Trofimowo (ros. Трофимово) – wieś w Rosji, w rejonie wołogodzkim obwodu wołogodzkiego. W 2010 r. liczyła 9 mieszkańców.